# Метлок (9. сезона)
Девета сезона серије Метлок је емитована од 13. октобра 1994. до 7. маја 1995. године и броји 18 епизода.

## Опис
Керол Хјустон се придружила главној постави на почетку сезоне.

## Улоге

### Главне
- Енди Грифит као Бен Метлок
- Данијел Робак као Клиф Луис
- Керол Хјустон као Џери Стоун

### Епизодне
- Џули Сомарс као ПОТ Џули Марч (Епизода 8)

## Епизоде
| Бр. еп. (укупно) | Бр. еп. (у сезони) | Наслов                | Редитељ          | Сценариста                                                  | Премијера          | Гледаност у U.S. (милиони) |
| --- | ------------------ | --------------------- | ---------------- | ----------------------------------------------------------- | ------------------ | -------------------------- |
| 177 | 1                  | "Оптужена (1. део)"   | Кристофер Хиблер | Синопсис: Ен Колинс Сценарио: Џералд Саноф и Џоел Штајгер   | 13. октобар 1994.  | 14.20                      |
| Метлок брани новинарку која је оптужена да је убила фигуру из подземља у самоодбрани пошто се састао са њим због изјаве. Прва појава Џери Стоун. |                    |                       |                  |                                                             |                    |                            |
| 178 | 2                  | "Оптужена (2. део)"   | Кристофер Хиблер | Синопсис: Ен Колинс Сценарио: Џералд Саноф и Џоел Штајгер   | 13. октобар 1994.  | 14.20                      |
| Метлок је наставио да брани новинарку оптужену за убиство како би заташкала своја претходна лажирања. |                    |                       |                  |                                                             |                    |                            |
| 179 | 3                  | "Брука"               | Френк Такери     | Брајан Алан Ли                                              | 20. октобар 1994.  | 14.10                      |
| Док је бранио заступницу Лису Свифт која је оптужена да је убила свог шефа Бруса Парнелија, Метлок је открио бројна полна узнемиравања која су се десила у заступничкој пословници. |                    |                       |                  |                                                             |                    |                            |
| 180 | 4                  | "Изазов"              | Лео Пен          | Џералд Саноф и Џоел Штајгер                                 | 27. октобар 1994.  | 14.80                      |
| Милионер Малколм Енгл је хтео да се освети па је убио једног Беновог доброг пријатеља Боба Брукса. На крају је изазвао заступника да докаже да је он убио Брукса. |                    |                       |                  |                                                             |                    |                            |
| 181 | 5                  | "Таблоид"             | Кристофер Хиблер | Синопсис: Ен Колинс Сценарио: Џералд Саноф и Џоел Штајгер   | 3. новембар 1994.  | 13.20                      |
| Кандидаткиња за сенаторку Керол Дејвис има слику која је брука, а кад је отишла код Раса Баклија, главног и одговорног уредника „Народног обавештајца”, она га је нашла мртвог. Оружје се појавило у њеној кући па је она оптужена за убиство, а Бен је брани. Испало је да је прави убица Чет Селерс, фотограф тих новина и понављач јер је открио да су се Рос и отац Весли Мастерс заверили око слике коју је направио па га је због тога убио. |                    |                       |                  |                                                             |                    |                            |
| 182 | 6                  | "Тренер"              | Рас Мејбери      | Вилијам Т. Конвеј                                           | 10. новембар 1994. | 13.30                      |
| Кошаркашки тренер је оптужен да је убио кошаркаша који се допинговао па је Бен одлучио да преузме случај. |                    |                       |                  |                                                             |                    |                            |
| 183 | 7                  | "Игра забављања"      | Роберт Ширер     | Бери М. Шолник                                              | 17. новембар 1994. | 13.10                      |
| Када је Клифов друг Фред оптужен да је убио Мелису, жену коју је упознао преко службе за упознавање, он и Бен су прихватили случај, а ЏЏери отишла на тајни задатак да истражује. Она је тамо отишла као да тражи дечка што је много узрујало месног полицијског службеника. На жалост, имала је више среће него памети јер је један од људи са којим се састала био убица. |                    |                       |                  |                                                             |                    |                            |
| 184 | 8                  | "Признање"            | Роберт Ширер     | Синопсис: Џералд Саноф и Џоел Штајгер Сценарио: Роберт Шлит | 1. децембар 1994.  | 14.60                      |
| Џули Марч се вратила из ЛА због правног скупа, а кад ју је некадашњи цинкарош позвао у затвору и признао да је лагао, она је убедила Бена да брани човека који је признати лопов и има једно правило... да никад не проваљује у куће где су људи кући. Кад је Џери Стоун поразговарала са Сузан Келог, женом којој је ћерка погинула у саобраћајној несрећи отприлике у време када је убијена Бренда Чејни, Бен је схватио да је случај можда већи него што се на први поглед чини. Џули му је такође рекла да је запрошена и размишља да се поново уда, шта он мисли да би требало да уради и да и даље гаји извесна осећања према њему. На крају епизоде је рекла да је одлучила да се ипак још не удаје. Последња појава ПОТ Џули Марч.    |                    |                       |                  |                                                             |                    |                            |
| 185 | 9                  | "Прекид"              | Кристофер Хиблер | Синопсис: Ен Колинс Сценарио: Џералд Саноф и Џоел Штајгер   | 8. децембар 1994.  | 12.40                      |
| Радио водитељ је оптужен да је убио свог ортака, али Бен сумња на жртвину девојку. Једина ствар је у томе што она изгледа има необориво покриће − Рејевог суседа господина Јејтса који ју је видео кад је „нашла” тело. |                    |                       |                  |                                                             |                    |                            |
| 186 | 10                 | "Бекство"             | Лео Пен          | Џералд Саноф и Џоел Штајгер                                 | 5. јануар 1995.    | 15.80                      |
| Бен је прихватио случај бившег робијаша који је ухапшен због пљачке штедионице − исте оне коју је опљачкао пре много година. Дечак Мет Ахерн је видео све, али он не би да каже истину ако Бен не обећа да ће му извући оца из затвора. |                    |                       |                  |                                                             |                    |                            |
| 187 | 11                 | "Пресуда"             | Лео Пен          | Синопсис: Ен Колинс Сценарио: Џералд Саноф и Џоел Штајгер   | 12. јануар 1995.   | 16.20                      |
| Кејти Кларк је нова згодна тужитељка у граду која је дошла из Сент Луиса, али је пореклом из Атланте. Њен први случај је тужба против извођача радова Џека Гибсона који је оптужен да је убио једног свог радника (који је случајно бивши љубавник Кларкове). Бен је пристао да је пусти да настави да ради на случају јер је био задивљен њеном жељом да не дозволи да јој се лична прошлост са Гибсоном меша са дужношћу. |                    |                       |                  |                                                             |                    |                            |
| 188 | 12                 | "Смртоносна количина" | Роберт Ширер     | Синопсис: Ен Колинс Сценарио: Џералд Саноф и Џоел Штајгер   | 2. фебруар 1995.   | 15.70                      |
| Џерина сестра Рејчел је дошла у Атланту како би јој се помогло јер је добила отказ на месту болничарке јер ју је лекар окривио за грешку која је дошла једну болесницу бубрега. Кад је лекар убијен, Рејчел су окривили за злочин, а Бен је пристао да је брани. |                    |                       |                  |                                                             |                    |                            |
| 189 | 13                 | "Мета"                | Френк Такери     | Џералд Саноф и Џоел Штајгер                                 | 9. фебруар 1995.   | 16.00                      |
| Метлок није својом вољом постао сведок када је пукао брод, а судија Мајкл Стерн погинуо. Да није било Бенове морске болести и он би био на броду. Убеђени да је неко хтео да убије њега, а не судију Стерна, Бен, Клиф и Џери су прегледали неке Бенове старе случајеве међу којима је био и случај Џефрија Спајдела из епизоде "Давитељ" шесте сезоне. Испало је да је Џефри Спајдел тај који је покушао да га убије. У овој епизоди коришћени су делови из епизоде "Давитељ" шесте, "Предавање" седме и "Поглед" осме сезоне. |                    |                       |                  |                                                             |                    |                            |
| 190 | 14                 | "Напад"               | Кристлфер Хиблер | Синопсис: Ен Колинс Сценарио: Џералд Саноф и Џоел Штајгер   | 16. фебруар 1995.  | 16.20                      |
| Док су Клиф, Џери и Били смишљали да направе Бену рођенданско изненађење, он је пристао да купи роштиљ. Док је био тамо, кола су му цркла, опљачкан је, а телефон му је прогутао последњи новчић... а док га је спасио активиста Стен Џонсон и вратио до кола, она су била полу огољена и украденог роштиља. Бена је врло задивио тај младић, а кад је оптужен да је покушао да убије настојника зграде у којој живи, Бен је преузео да га брани и да се супротстави настојнику Џорџу Мајклу који је врло угледан човек у правној заједници. |                    |                       |                  |                                                             |                    |                            |
| 191 | 15                 | "Пљачка (1. део)"     | Лео Пен          | Синопсис: Ен Колинс Сценарио: Џералд Саноф и Џоел Штајгер   | 27. април 1995.    | 16.80                      |
| Бен и Џери су отишли на плажу са Билијем и Клифом, а Клиф се спремао за надолазећи триатлон. Док су били тамо, Бена је изненадио сусрет са бившим агентом ФБИ-ја Едом Вингејтом који је истраживао један свој случај. Док се Бен занимао повременим налетањем на Еда, Клиф је кренуо на ткамичење, а Били на Аниту Монтроз, агенткињу за некретнине која му је изнајмила кућу на плажи у којој су. |                    |                       |                  |                                                             |                    |                            |
| 192 | 16                 | "Пљачка (2. део)"     | Лео Пен          | Синопсис: Ен Колинс Сценарио: Џералд Саноф и Џоел Штајгер   | 27. април 1995.    | 16.80                      |
| Кад је један од људи које је Вингејт истраживао пронађен мртав, Бен је пристао да брани свог старог друга. |                    |                       |                  |                                                             |                    |                            |
| 193 | 17                 | "Превара (1. део)"    | Френк Такери     | Синопсис: Ен Колинс Сценарио: Џералд Саноф и Џоел Штајгер   | 4. мај 1995.       | 18.80                      |
| Клифов стари друг са факултета Крег Браунинг брани Камерон Ајверс за убиство из нехата моторним возилом, али су га уцењивали због прељубе коју је имао па је убедио своју странку да се некако нагоди. Крег је замолио Клифа да се састане са уцењивачем да не би прљао руке, али кад је Скот Астон пронађен мртав, сумња је пала на Клифа који мора да пронађе праве убице. Уз Џерину помоћ, они су успели да открију да је Астон радио за Џон Робинсона и Марка Ривса, двојицу који су често волели да пељеше Ајверсову у пословном свету, а да је жена са којом је Крег имао прељубу његова тајница. Бен се спрема за своју четрдесетогодишњицу строгом исхраном како би могао да уђе у старо одело.                                       |                    |                       |                  |                                                             |                    |                            |
| 194 | 18                 | "Превара (2. део)"    | Френк Такери     | Синопсис: Ен Колинс Сценарио: Џералд Саноф и Џоел Штајгер   | 4. мај 1995.       | 18.80                      |
| Кад је Камерон Ајверс погинула у саобраћајној несрећи, Бен је одлучио да подробније истражи Робинсона и Ривса јер се надао да ће ако их повеже са смрћу Камерон Ајверс моћи да их повеже и са смрћу Скота Астонса и тако ослободи Клифа оптужбе. Када је окупио бројне људе које је Скот Астонс истраживао и који је требало да буду мртви, Бен је отишао на Флориду где је пронашао Чака Ратнера, а Клиф и Џери су открили да су сви ти људи повезани јер су сви одбили исту полису животног осигурања. Бен је наставио да мршави због годишњице, али је одлучио да да отказ свом личном тренеру. Бен је успео да обуче своје одело због певања, али је на жалост поцепао панталоне. Последња појава Бена Метлока, Клифа Луиса и Џери Стоун. |                    |                       |                  |                                                             |                    |                            |